# Olenecamptus basalis
Olenecamptus basalis es una especie de escarabajo longicornio del género Olenecamptus, categorizada en la tribu Dorcaschematini, de la subfamilia Lamiinae. Fue descrita por Gahan en 1900.

## Descripción
Mide 19-20 mm de longitud.

## Distribución
Se distribuye por Australia.